# ورزشگاه شهدای نفت گچساران
ورزشگاه شهدای نفت یک ورزشگاه فوتبال و دو و میدانی در شهر دوگنبدان، ایران است.
این ورزشگاه دومین مجموعه ورزشی بزرگ استان کهگیلویه و بویراحمد است.
این ورزشگاه که در سال ۱۳۷۰ تأسیس شده دارای ۷٬۰۰۰ نفر ظرفیت می‌باشد.